# Артур Тарханян
Артур Тарханян Артаваздович (вірм. Արթուր Թարխանյան; 23 литого 1932, Єреван — 2006) — вірменський архітектор, професор, народний архітектор Вірменії.

## Біографія
Закінчив Єреванський політехнічний інститут (1975). У студентські роки на запрошення академіка Самвела Сафаряна брав участь у творчій розробці проєкту головного корпусу будівлі Академії наук Вірменської РСР. Потім працював в інституті «Вірдержпроєкт», під егідою якого став переможцем декількох республіканських і міжнародних архітектурних конкурсів. Брав участь у розробці Генпланів Севана і Абовяна (1960).
У 1967 році спільно з Сашуром Калашяном розробив проєкт Пам'ятника жертвам Геноциду 1915 року в парку Цицернакаберд.
У 1960—1970-х роках працював спільно з архітекторами Спартаком Хачикяном і Грачья Погосяном. Серед їх визначних спільних проєктів:
- Аеропорт «Звартноц» в Єревані;
- Спортивно-концертний комплекс імені Карена Демірчяна в Єревані;
- Кінотеатр «Айрарат» (колишня назва «Росія») в Єревані;
- Будинок молоді в Єревані (демонтований 2006 року[5]).

З 1969 по 1986 рік керував майстернею типового проєктування «Вірдержпроєкту».
Поруч з архітектурною практикою вів викладацьку діяльність, керував дипломними проєктами випускників архітектурного факультету Єреванського архітектурно-будівельного інституту.
В середині 1980-х років обійняв посаду заступника голови Держбуду Вірменії, в числі завдань на посаді керував державною комісією з організації допомоги жертвам Чорнобильської катастрофи.

### Чорнобильська катастрофа
Одразу після аварії на ЧАЕС разом з іншими десятьма вірменськими спеціалістами виїхав на місце катастрофи для оцінки масштабів руйнувань і об'єму відновлювальних робіт. За місяць очолив команду вірменських архітекторів, що брала участь у проєктуванні міста Славутича, яке призначалось для постійного проживання робітників ЧАЕС. Квартал, спроєктований вірменами, був названий Єреванським.
Відвідував район реактора на другий день після аварій, й надалі, в період розробки проєкту забудови неодноразова виїжджав у Чорнобиль. Опромінення та стреси позначились на здоров'ї архітектора, як відзначають його родичі, вкрай негативно. У 1987 році він переніс інсульт і більше не мав змоги займатися творчістю.

## Премії, нагороди, вшанування пам'яті
- Премія Ради міністрів СРСР (кінотеатр «Росія», 1979)[5]
- Премія ВЛКСМ (Палац молоді, 1981)[5]
- Державна премія СРСР (Спортивно-концертний комплекс, 1987)[5]
- Державна премія Вірменської РСР (аеропорт «Звартноц», 1985)[5]
- Медаль Ананії Ширакаці за заслуги перед Батьківщиною, вручена президентом Вірменії Робертом Кочаряном (2000)
- Медаль Олександра Таманяна (2006)

У 2007 році архітектурний факультет Єреванського університету архітектури та будівництва заснував премію імені А. Тарханяна, що присуджується найкращим студентам-архітекторам.